# Alkumru-Talsperre
Die Alkumru-Talsperre (türkisch Alkumru Barajı) befindet sich 14 km östlich der Provinzhauptstadt Siirt in der gleichnamigen südosttürkischen Provinz am Flusslauf des Botan Çayı.
Die Alkumru-Talsperre wurde in den Jahren 2008–2011 als Steinschüttdamm mit wasserseitiger Betonabdichtung errichtet.
Das 1058 m lange Absperrbauwerk hat eine Höhe von 100 m (über der Talsohle) und besitzt ein Volumen von 13 Mio. m³.
Das Wasserkraftwerk der Alkumru-Talsperre verfügt über drei Francis-Turbinen zu je 88,6 Megawatt. Das Regelarbeitsvermögen liegt bei 1000 GWh.
Flussaufwärts befindet sich die Çetin-Talsperre, flussabwärts die Kirazlık-Talsperre.